# Избицкое (Харьковская область)
Избицкое (укр. Ізбицьке) — село,
Старицкий сельский совет,
Волчанский район,
Харьковская область.
Код КОАТУУ — 6321687602. Население по переписи 2019 г. составляет 63 (31/32 м/ж) человек.

## Географическое положение
Село Избицкое находится на левом берегу реки Старица, которая через 8 км впадает в реку Северский Донец (возле села Бугроватка).
Выше по течению на расстоянии в 1 км находится село Варваровка, ниже в 3-х км — село Старица.
На реке несколько запруд, к селу примыкает несколько больших лесных массивов (лес Заломный) (дуб).

## История
- 1775 — дата основания.

## Экономика
- В селе есть молочно-товарная ферма.
- Охотхозяйство.
- ООО «Избицкое».

## Экология
- Через село проходит ЛЭП 110 кВ.

## Достопримечательности
- Кабаний питомник в ОХ «Избицкое»
- Братская могила советских воинов. Похоронено 178 воинов.